# Herbstgemüse
Als Herbstgemüse bezeichnet man Gemüsesorten, die im Herbst geerntet werden können und auch niedrigere Temperaturen und eventuelle Trockenheit überleben. Dazu gehören Herbstsalat, Rübstiel, Feldsalat (Rapunzel) und die meisten Kohlsorten. Die Kohlarten sind kälteverträglich und halten teilweise zehn Minusgrade aus.